# Concertazione dei Partiti per la Democrazia
La Concertación de Partidos por la Democracia, più conosciuta come Concertación, è stata una coalizione di partiti di centro e di sinistra che ha governato il Cile dall'11 marzo 1990 e concluso il suo governo l'11 marzo 2010.
Fu all'opposizione del governo militare di Augusto Pinochet che sconfisse attraverso il Plebiscito cileno del 1988. Nacque come Concertación de Partidos por el No in merito all'opzione presente sulla scheda referendaria. La coalizione terminerà la sua lunga esperienza governativa l'11 marzo 2010 esattamente dopo 20 anni dal ritorno alla democrazia dopo la sconfitta alle elezioni presidenziali del 2009 con il 48,5% dei voti conseguiti dall'ex presidente Eduardo Frei Ruiz-Tagle contro il 51,5% del candidato della Coalizione per il Cambiamento (Alleanza per il Cile) Sebastián Piñera.
Il suo simbolo è l'arcobaleno che rappresenta le varie ideologie presenti nella coalizione che generalmente comprende socialdemocratici e democristiani. I partiti fondatori della coalizione sono il Partito Democratico Cristiano del Cile, Partito per la Democrazia, Partito Socialista del Cile e Partito Radicale Social Democratico. A questi vanno aggiunti il Partito Liberale, Partito Democratico di Sinistra e il socialista cristiano MAPU Operasio Contadino oltre a movimenti civili sorti in opposizione alla dittatura di Pinochet. Nel 2013 si è sciolta per fare posto alla Nuova Maggioranza, coalizione che raccoglie anche le forze della sinistra.

## Partiti membri
- Partito Democratico Cristiano del Cile. Partito di centro democratico orientato a sinistra fondato nel 1957 da Eduardo Frei Montalva ex leader del Partito Conservatore Cileno di tendenza centrista, ispirandosi ai partiti democristiani della Germania di Konrad Adenauer e dell'Italia Alcide De Gasperi. È un partito che incarna il cristianesimo sociale e riformista con un programma sociale ed economico particolarmente progressista. A partire dagli anni ottanta si è schierato su posizioni di centrosinistra alleandosi con formazioni politiche di sinistra democratica. IL PDC ha espresso due presidenti nell'ambito della Concertación: Patricio Aylwin (1990-1994) ed Eduardo Frei Ruiz-Tagle (1994-2000). Attuale leader è Ignacio Walker. La DC fa parte dell'Internazionale Democratica Centrista.
- Partito Socialista Cileno. Partito politico di centrosinistra socialista democratico fondato nel 1933 da Salvador Allende assieme ad altri esponenti del mondo sindacale e operaio. Inizialmente era da considerare il partito come una formazione di tipo marxista ma nel corso del tempo ha moderato le sue posizioni politiche avvicinandosi alla socialdemocrazia e al socialismo democratico. Durante la dittatura è stato dichiarato illegale e il PS si è diviso in numerose correnti che si sono riunite solo a partire dagli anni 1990. Il PS ha espresso due presidenti del Cile nell'ambito della Concertación: Ricardo Lagos (2000-2006) e Michelle Bachelet (dal 2006). Leader del partito dal congresso del 2010 è Osvaldo Andrade. È affiliato all'Internazionale Socialista.
- Partito per la Democrazia. Partito di centrosinistra socialdemocratico riformista fondato nel 1987 dal socialista Ricardo Lagos. Nel partito sono confluiti politici provenienti dal mondo socialista, liberalismo progressista e del ecologista. Il Partito per la Democrazia venne creato come partito sostitutivo al Partito Socialista Cileno in quanto proibito dalla dittatura militare ma dopo la ricostituzione dello stesso il PPD ha continuato ad esistere moderando la sua linea politica. Il PPD ha espresso un solo presidente, ossia il suo fondatore nonché il militante del PS Ricardo Lagos. Attuale presidente del partito è Carolina Tohá. Il PPD fa parte dell'Internazionale Socialista.
- Partito Radicale Social Democratico. Partito di centrosinistra incline al radicalismo, al liberalismo sociale e alla socialdemocrazia. Fondato nel 1994 dall'unione del Partito Radicale del Cile e quello socialdemocratico. Il suo leader è José Antonio Gómez, senatore e candidato alle primarie per le presidenziali 2009. Il partito fa parte dell'Internazionale Socialista.

## Storia
Nacque come Concertación de Partidos por el No, in riferimento al plebiscito nazionale, per opporsi alla continuazione del regime del generale Pinochet, al potere fin dal 1973 a seguito del golpe di stato del '73. Il plebiscito è stato convocato in base alle disposizioni transitorie e finali della Costituzione Cilena approvata da un referendum nel 1980 per dare legittimità al governo autoritario di Pinochet. In questa tornata si doveva decidere se il dittatore poteva continuare a governare fino al 1997. Ottenne la sua prima vittoria proprio nel referendum dove ottenne il 55,99% contro il 44,01% dei si a favore di Pinochet.
A seguito di tale referendum la giunta militare ha convocato le elezioni presidenziali per l'anno successivo ed un nuovo Congresso. La coalizione al suo interno è caratterizzata da disciplina e ordine e la selezione del candidato presidenziale avviene tramite elezioni primarie generalmente tra due candidati, uno dell'area democristiana e l'altra progressista. Nel corso degli anni la coalizione ha vinto tutte le elezioni presidenziali, parlamentari e municipali fino a quelle del 2008 in cui l'opposizione di centrodestra riunita nella coalizione Alianza por Chile ha vinto per la prima volta le elezioni dei sindaci con il 40% dei voti contro il 38% della coalizione governativa.

## Principi e idee politiche
La Concertación de Partidos por la Democracia è posizionata a centro-sinistra del quadro politico del paese ed è un'alleanza il cui scopo è di unire i principi dell'Umanesimo cristiano, incarnato dal Partito Democratico Cristiano del Cile, a quelli dell'Umanesimo laico, rappresentato dai partiti laici e socialdemocratici come il Partito Socialista del Cile, il Partito per la Democrazia e il Partito Radicale Social Democratico. Mantiene posizioni di stampo keynesiano e socialdemocratico nell'ambito della politica economica, favorendo in certi periodi la privatizzazione di alcuni industrie statali e in altri il sostegno ad aziende a conduzione pubblica.
La politica sociale sostenuta dalla coalizione ha come obiettivo l'aiuto alle famiglie meno abbienti con la riduzione della povertà ed il sostegno alle famiglie del ceto medio. L'unica differenza tra le varie componenti della coalizione è questione dei temi etici, in quanto l'ala progressista dell'alleanza si dice disponibile alle legalizzazione di diritti civili come l'aborto ed il matrimonio gay mentre la Democrazia Cristiana tende ad assumere una posizione più distante da questi temi.
Tuttavia nel 2004 tutti i partiti hanno varato la legge sul divorzio. Nonostante ciò il candidato alla presidenza per il 2009 Eduardo Frei Ruiz-Tagle (DC) ha intenzione di dialogare su questi punti in particolare su pillola abortiva e matrimonio gay. Sono molte le forze politiche dell'America Latina che auspicano di seguire tale modello politico ritenendolo adatto per poter governare le varie realtà del Sudamerica.

## La Concertación al governo

### La presidenza Aylwyn (1990-1994)
Uno dei primi obiettivi di Patricio Aylwin fu quello di tentare di ridurre il potere dei militari e di far luce sulle violazioni dei diritti umani degli anni della dittatura. Ebbe però poco successo, sia a causa della forte autonomia dei militari sia a causa dell'opposizione dei partiti di destra. Nell'aprile costituì la Comisión Nacional de Verdad y Reconciliación, anche nota come Commissione Rettig con lo scopo di far luce sulle violazioni dei diritti umani nel periodo della dittatura. La commissione fu fortemente criticata dai vertici militari, non aveva facoltà di indagine, non poteva divulgare i nomi di colpevoli e il suo ambito di indagine venne limitato alle violazioni di diritti umani più gravi, in pratica omicidi e "sparizioni".
Nel febbraio del 1991 venne pubblicato il rapporto, chiamato rapporto Rettig che elencava le 2279 nomi riconosciuti (dal governo ma non dai vertici militari) come vittime del regime. Il numero salì a 3195 in un'integrazione del rapporto pubblicata nel 1996. Da un punto di vista della politica economia il governo Alwyn, così come i successivi governi guidati dalla Concertación proseguirono la linea tracciata dal precedente governo militare, nonostante diversi programmi di aiuto per le fasce di popolazione indigente non riuscirono a riequilibrare la distribuzione della ricchezza.

### La presidenza Frei (1994-2000)
Frei Ruiz-Tagle è stato candidato alla Presidencia della Repubblica della Concertación de Partidos por la Democracia, la coalizione di centro-sinistra alla guida del Cile dalla caduta del regime del generale Augusto Pinochet. Prima di essere stato nominato candidato della coalizione ha partecipato alle elezioni primarie in cui ha sfidato il leader socialista Ricardo Lagos. Queste primarie si sono svolte domenica 23 maggio 1993 e Frei ha ottenuto il 60,7% dei voti contro il 39,3% di Lagos. A seguito di tale sconfitta tutta la coalizione, compresi i socialisti, hanno dichiarato il loro appoggio incontrastato al candidato democristiano.
Alle elezioni presidenziali del 1993 sconfigge Arturo Alessandri Besa candidato di orientamento di centrodestra, nipote dell'ex Presidente Arturo Alessandri Palma, candidato della coalizione di destra Alianza por Chile. L'11 marzo 1994 si è insediato come nuovo Presidente della Repubblica succedendo al compagno di partito e di coalizione Patricio Aylwin. Eduardo Frei ha presentato il suo programma di governo il 21 maggio 1994 in occasione della cerimomia dell'inizio dell'anno legislativo del Congresso nazionale cileno.
La sua amministrazione aveva come obiettivo di stabilire dei punti cardine da conseguire per il progresso del Cile nella seconda fase dal ritorno alla democrazia. Il nuovo governo ha intenzione di proseguire e di concludere la transizione alla democrazia iniziata con Aylwin e di terminarla con la riconciliazione con i militari e con alcuni settori della destra deviati con la dittatura militare. L'economia è il punto fondamentale della politica del governo, in particolare la crescita economica, le privatizzazioni e la firma di trattati di libero commercio con alcuni paesi dell'Europa, America, Asia. La parola chiave del governo è lo sviluppo con equità nel rispetto e tutela dei meno abbienti del Paese.
Sui temi sociali il governo Frei s'impegna a ridurre la povertà già diminuita sotto il governo precedente passando dal 45% al 36% ed obiettivo del governo e di portarla al di sotto al 30. Riforma della sanità e dell'istruzioni sono altri obiettivi di questo governo. La prima proposta presentata e portata a termine è l'aumento dei salari alle fasce di popolazione meno abbienti, di aumentare il potere d'acquisto combattendo l'inflazione e di aumentare la competitività delle imprese cilene all'estero.

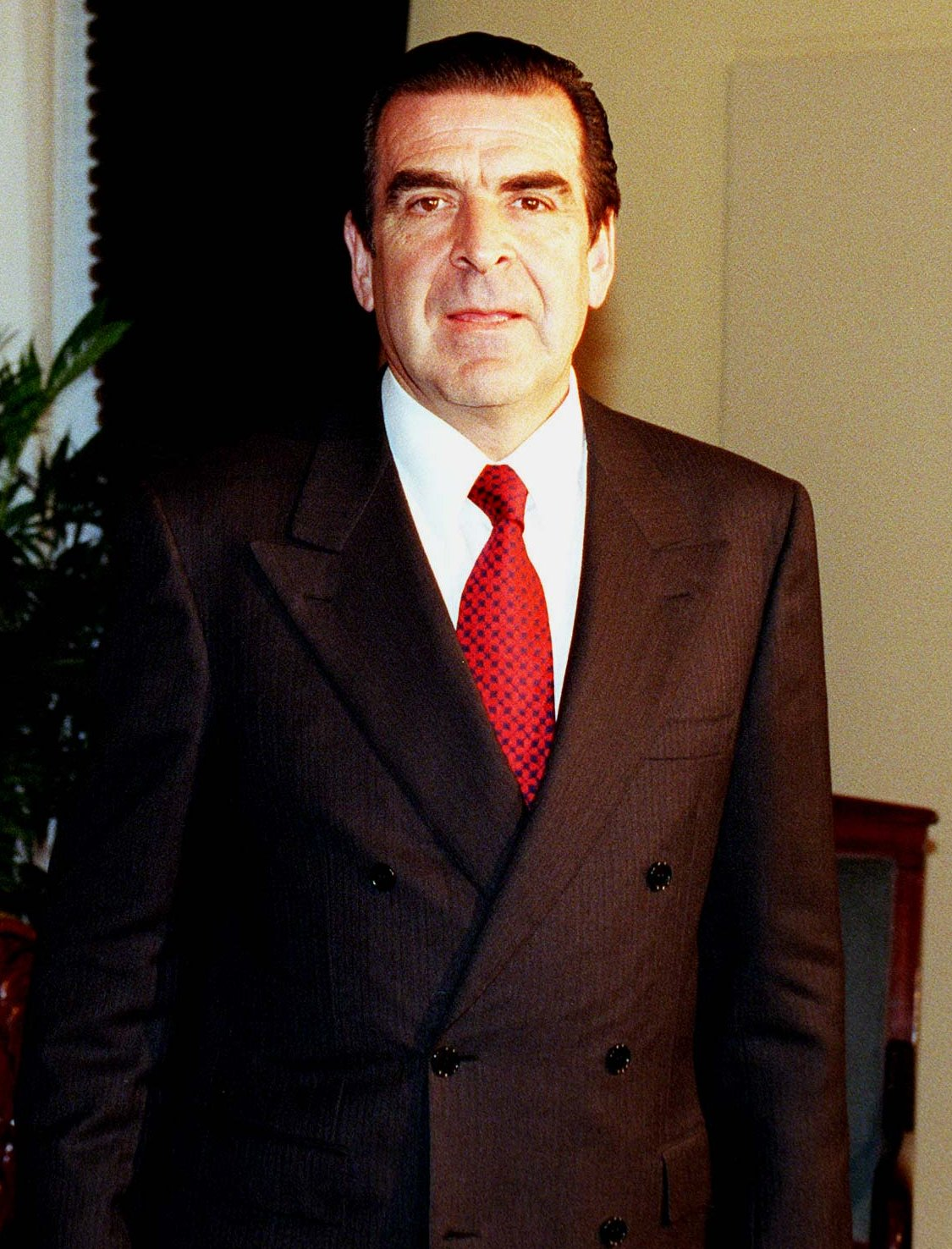
Eduardo Frei Ruiz-Tagle Presidente 1994-2000

Principale obiettivo del Presidente Frei è di espandere l'economia del Cile e di integrarla con gli altri paesi. Per quattro anni la crescita è stata elevata toccando il 7,8% di crescita ma a partire dal 1998 la crescita è calata fino al 3,23% a seguito della crisi finanziaria che ha colpito l'Asia nel 1997, questo ha provocato un calo delle esportazioni verso l'estero e anche l'aumento dei tassi d'interesse sui prodotti esportati. Nei primi mesi del 1999 l'economia è entrata in fase di recessione calando fino a -0,76%, per la prima volta dai tempi della dittatura negli anni 1980.
Questa contrazione ha provocato l'aumento della disoccupazione che è arrivata fino al 10,1% nel 1999. Il paese ha anche problemi di energia in quanto questo periodo è stato caratterizzato da clima secco e poco piovoso che ha provocato il prosciugamento di alcuni corsi d'acqua da cui si fornivano le centrali idroelettriche del Cile provocando anche gravi problemi alla fornitura di energia elettrica. Per questo motivo il Cile firma degli accordi con la vicina Argentina affinché le fornisse gas naturale da utilizzare in questo campo.
Sul versante della povertà riuscirà a diminuirla ma a ritmi inferiori rispetto agli altri anni. Per questo motivo il ministro delle Finanze Eduardo Aninat dello stesso partito del Presidente decise di rimettere il mandato e di essere sostituito. Sul piano delle opere pubbliche il ministro Ricardo Lagos annuncia la prosecuzione dei lavori nei cantieri per la costruzione di nuove autostrade e di nuove infrastrutture d'interesse nazionale e su questi progetti vengono investiti milioni di dollari. Viene portato a termine il tratto autostradale tra La Serena e Puerto Montt su cui il governo aveva investito circa 1.500 milioni di dollari oltre la ristrutturazione dell'Aeroporto Internazionale di Santiago.
Per poter uscire dalla crisi economica lo Stato Cileno comincia a privatizzare alcuni settori della sanità ma anche alcuni porti commerciali di rilevanza nazionale come quello di Valparaíso, San Antonio e San Vicente de Tagua Tagua ricavando rispettivamente 1800 e 294 milioni di dollari e portando a termine un progetto iniziato dal 1995 e ratificato dal Congresso.

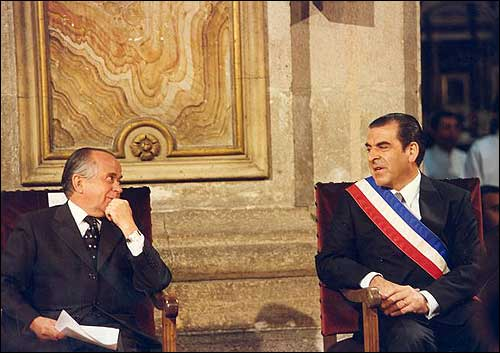
Eduardo Frei Ruiz-Tagle, Presidente della Repubblica assieme ad Andrés Zaldívar, presidente del Senato.

Dal punto di vista dell'istruzione, il governo di Eduardo Frei Ruiz-Tagle, grazie alla grande crescita economica, portò a termine diverse riforme sul sistema educazionale del Cile, come quella curriculare, ampliamento della giornata scolastica degli studenti, la costruzione di nuove scuole. Il governo nel 1995 ha portato a termine anche la riforma degli insegnanti modificando lo "Statuto dei Docenti" aumentando lo stipendio. Nonostante questi benefici si sono svolti diversi scioperi.
Sulla sanità la spesa dello Stato è aumentata notevolmente nei sei anni del governo di Frei Ruiz-Tagle ma la gestione di tale settore non è migliorato notevolmente. Il ministro della Sanità Carlos Massad è rimasto in carica per poco tempo perché accusato da alcuni dirigenti di associazioni mediche di essere un economista e non un medico quindi non competente della gestione del settore. Il governo ha sviluppato un sistema sanitario locale e ha ristrutturato FONASA, il fondo nazionale sanitario. In ambito della giustizia, nel 1999 Frei presentò la Riforma Processuale Penale con la nomina del Pubblico ministero nazionale e nel gennaio del 2000 di quelli regionali. Tale riforma è stata condotta dalla ministra della Giustizia Soledad Alvear Valenzuela.
Il nuovo modello della giustizia è stato poi applicato dal successore Presidente Ricardo Lagos Escobar. Durante il mandato di Frei Ruiz-Tagle sono stati effettuati polemici indulti a narcotrafficanti palesemente colpevoli. Nel mese di aprile 1997 il governo ha annunciato la chiusura del giacimento carbonifero di Lota facente parte dell'Impresa Nazionale del Carbone (ENACAR). Il governo si è giustificato affermando che la produzione annuale era inferiore ai costi sostenuti dallo Stato. Circa 1.350 lavoratori hanno perso il lavoro nella città in cui era localizzato questo giacimento, nel centro-sud del paese.
Dal punto di vista della politica estera il governo di Eduardo Frei Ruiz-Tagle ha avuto come principale obiettivo di migliorare le relazioni estere con i paesi dell'America Latina, del Nord America, dell'Europa e dell'Asia soprattutto dal punto di vista economico stipulando diversi trattati di libero commercio con: Canada, Messico, i paesi dell'America Centrale, Perù e con i paesi aderenti al Mercosur oltre a Stati Uniti che verrà però ratificato dal governo successivo.
Il Cile durante la sua amministrazione aderisce all'Organizzazione mondiale del commercio e l'APEC, l'associazione che riunisce i paesi affacciati sull'Oceano Pacifico. Con questo periodo il Cile ha raggiunto il massimo delle relazioni estere con i suoi vicini ed il resto del Mondo. Nel 1996 a Santiago del Cile e a Viña del Mar si svolge il VI vertice iberoamericano ed in questa occasione Frei Ruiz-Tagle incontra il re di Spagna Juan Carlos I. Nello stesso anno Bill Clinton, presidente degli USA, visita il paese in occasione del secondo vertice delle Americhe e affermerà che E. Frei è il miglior leader della regione ed è un esempio di stabilità politica ed economica da seguire.
Sotto il suo governo viene stipulato l'accordo su Campo Hielo del Sur che era causa di controversie con l'Argentina. In seguito ad un accordo fra Pinochet e Andrés Zaldívar, presidente del senato, quest'ultimo votò per l'abolizione del giorno festivo dell'11 settembre, ricorrenza del colpo di Stato del 1973, fino a quel giorno Pinochet e i suoi sostenitori avevano respinto ogni tentativo Nel settembre dello stesso anno Pinochet si recò a Londra per subire un intervento chirurgico.
In base ad un mandato di cattura internazionale emesso dal giudice spagnolo Baltasar Garzón Pinochet venne incriminato a Londra per la morte di cittadini spagnoli durante la dittatura cilena. A sostegno di questa richiesta si espressero le sentenze dell'Audiencia Nacional di Madrid e della Camera dei Lords di Londra, richiamandosi al principio della difesa universale dei Diritti dell'Uomo e stabilendo rispettivamente che la Giustizia spagnola era competente per giudicare i fatti avvenuti durante la dittatura militare in Cile - dal momento che si tratta di "crimini contro l'umanità" che colpiscono, come soggetto giuridico, il genere umano nel suo insieme - e che i presunti autori di gravi delitti contro l'umanità, come appunto Pinochet, non godono di immunità per i loro crimini, neanche se si tratta di capi di Stato o ex capi di Stato.
Il 2 marzo 2000 il laburista Jack Straw ministro dell'Interno del Regno Unito, appellandosi alle cagionevoli condizioni di salute di Pinochet decise di negare l'estradizione in Spagna e permettere quindi il suo ritorno in Cile. L'Esercito cileno conduce materialmente il golpe, ma non restituisce il potere alla Destra politica ed economica che l'aveva ideato: lo consegna invece prima nelle mani del generale Carlos Prat, e poi al generale Augusto Pinochet Ugarte, nato a Valparaiso il 25 novembre 1915, che passerà alla storia come uno dei più disumani dittatori del Novecento, tristemente celebre per la barbara eliminazione dei suoi oppositori.
Durante la sua feroce dittatura, durata dal 1973 al 1990, furono torturate, uccise e fatte sparire almeno trentamila persone, tra cui gli uomini di Unidad Popolar (la coalizione di Allende), militanti dei partiti comunista, socialista e democristiano, accademici, artisti e musicisti (come Victor Jara), professionisti, religiosi, studenti e operai. Pinochet salì al potere rimpiazzando il rinunciatario comandante in capo dell'esercito, generale Carlos Prat (il quale aveva deciso di abbandonare l'incarico), a causa delle forti pressioni esercitate dai settori più reazionari della società: la destra e l'oligarchia cilena.
Bisogna sottolineare il fatto che la nomina a generale (precedente al colpo di Stato) contò inizialmente proprio sull'approvazione di Allende, e fu resa possibile da un dettaglio tecnico legato all'anzianità del generale Prat, più che a doti particolari nel comando o a qualità professionali di Pinochet. Questa decisione politica fu presa nel tentativo estremo di placare il colpo di Stato che era nell'aria da tempo, nonostante i precedenti della carriera professionale di Pinochet avessero già evidenziato il suo profilo repressivo e violento. Negli anni sessanta, ad esempio, durante il governo del cristiano-democratico Eduardo Frei Montalva, gli venne dato l'incarico di soffocare uno sciopero nella zona desertica situata nel nord del Cile: la repressione fu sanguinosa, il numero dei morti e dei feriti fu elevato. Malgrado questi precedenti l'esecutivo approvò la sua nomina, segnando involontariamente la propria sorte.
Ad ogni buon conto Pinochet e l'Esercito giocarono un ruolo abbastanza secondario nell'organizzazione e nella realizzazione del complotto che il giorno 11 settembre 1973 sfociò nel golpe sanguinoso che travolse il governo di "Unidad Popular". I veri artefici e mandanti intellettuali del "golpe" furono, secondo storici autorevoli, come detto l'oligarchia e le élite imprenditoriali, appoggiate dai settori politici che le rappresentavano, ovvero la destra e la direzione della Democrazia Cristiana (tranne poche eccezioni). Un aiuto fondamentale dal punto di vista organizzativo all'ascesa del dittatore è stato fornito da parte degli Stati Uniti, timorosi che la "macchia" socialista si espandesse anche nell'area sudamericana.
La soluzione della crisi di governo venne affidata all'Esercito in quanto storico garante dell'ordine costituzionale e istituzionale della Repubblica, mito rafforzato dal profilo apolitico e professionale delle forze armate cilene. Formazione attuata principalmente attraverso la tristemente celebre scuola "delle Americhe", allora stanziata a Panama (in cui vengono insegnati tuttora vari metodi di repressione psichica e fisica, dalle minacce al genocidio alla tortura). A Santiago il giudice Guzman continua la sua inchiesta contro Pinochet, ma il vecchio ex dittatore resiste in tutti i modi per non essere portato davanti a un tribunale del suo Paese, quel Cile che per oltre vent'anni ha dominato col pugno di ferro.

### La presidenza Lagos (2000-2006)
Dopo elezioni combattute, Ricardo Lagos nel 2000 viene nominato terzo presidente della Concertación de Partidos por la Democracia in un'atmosfera economica instabile. La diffusa corruzione peggiora il quadro generale agli inizi del suo mandato, ma in seguito inizia ad ottenere una grande popolarità che va di pari passo con il recupero dell'economia. Lagos ottiene livelli di approvazione del 75% grazie all'inserimento del paese nel concerto internazionale con la partecipazione nel Consiglio di sicurezza delle Nazioni Unite, con il suo rifiuto all'Invasione dell'Iraq e la firma di trattati di libero commercio con l'Unione europea, gli Stati Uniti, e la Cina, tra altro.

### Presidenza di Michelle Bachelet (2006-2010)
L'11 marzo 2006 si è tenuta la cerimonia di trasmissione della banda presidenziale tra il Presidente uscente Ricardo Lagos e la Presidente eletta Michelle Bachelet, questa è avvenuta al Congresso di Valparaíso promoettendo una politica di rigore e di trasparenza nei confronti di tutti i cileni. Alle 12:13 locali è diventata ufficialmente la 35º Presidente del Cile entrando nel pieno delle sue funzioni.
Il suo primo atto da Presidente della Repubblica è stata la nomina dei nuovi ministri di Stato recandosi poi in una località vicina per la sua prima uscita pubblica. Alla sera è ritornata al Palacio de La Moneda a Santiago del Cile e nella Piazza della Costituzione erano presenti migliaia di persone a festeggiare il suo insediamento. Il 13 marzo la Bachelet approvò il suo primo provvedimento presidenziale, considerata di grande importanza, ossia l'esenzione dal pagamento di prestazioni sanitarie per le persone superiori a 60 anni, oltre alla creazione di una commissione parlamentare per le riforme del sistema previdiziale coinvolgendo membri dell'opposizione di centrodestra.
La Bachelet ha iniziato il suo mandato con alti livelli di approvazione, oltre il 60% dei cittadini apprezzava la sua gestione presidenziale. Alcuni provvedimenti sono stati contestati come gli aumenti delle imposte sulle attività produttive e la legge per la regolamentazione del lavoro nero, creando malcontento non solo nell'Alianza por Chile o nel mondo delle imprese ma anche nella coalizione di centrosinistra. Un'altra legge approvata nei primi mesi del suo governo è stata la legge della regolamentazione del tabacco. Il 21 maggio 2006, tenne il suo primo discorso alla nazione dal Congresso nazionale cileno parlando in particolare di riforme sulla sanità utilizzando i proventi della vendita del rame, aiuti alle famiglie più povere del paese, la creazione dei ministeri della Sicurezza Cittadina e del Medio Ambiente.
Tuttavia la Presidente ha ricevuto molte critiche a seguito di alcuni provvedimenti non approvati dal Congresso, tra cui la controversa riforma dell'Istruzione che ha suscitato grandi proteste da parte degli studenti che hanno organizzato diversi scioperi ed il 30 maggio l'80% degli studenti delle scuole superiori, pari a 800.000, hanno protestato nelle strade di Santiago del Cile. Il primo effetto di queste difficoltà per la Presidente è il calo notevole della popolarità arrivando fono al 44,2%, il più basso dal 1990. Il 5 giugno gli studenti sono scesi nuovamente in piazza e quattro giorni dopo tutte le manifestazioni nel paese sono terminate.

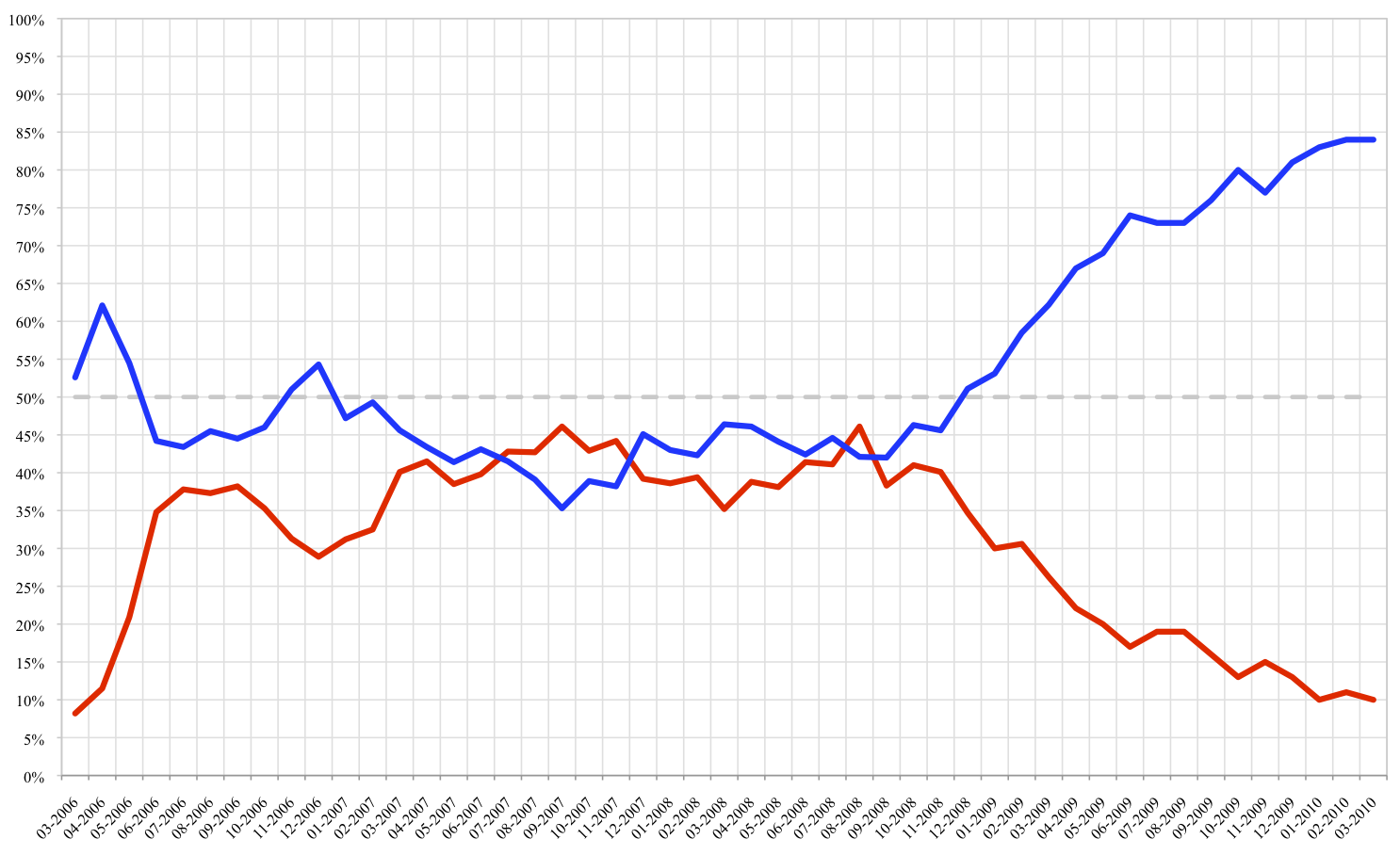
Sondaggi dell'istituto Adimark sulla popolarità della Presidente. Il blu indica l'approvazione, il rosso la disapprovazione.

Durante il mese di luglio sono state espresse nuove critiche a seguito dell'imminente tempesta che ha colpito duramente il centro e il sud del Cile, provocando gravi danni e anche malcontento da parte della popolazione locale che accusa la presenza della Presidente solo per rimontare nei sondaggi. Il 14 luglio la Bachelet ha cambiato alcuni ministri tra cui Economia, Interni, Ricostruzione ed Istruzione, ossia i ministeri in cui la Bachelet ha avuto più difficoltà nei suoi primi mesi di governo.
Il 10 dicembre del 2006 Augusto Pinochet è morto e la Bachelet ha rifiutato di riservagli un funerale di Stato. L'11 gennaio 2007 sono stati pubblicati i sondaggi relativi alla popolarità della mandataria e si registra un certo incremento toccando il 54,3% di approvazione. I successivi però sono abbastanza negativi calando di 9 punti percentuali al 45,6% il 30 marzo. A luglio 2007 con la crisi del piano Transantiago, il sistema di trasporti della capitale, la popolarità è scivolata al 41,5% e per la prima volta la disapprovazione ha superato l'approvazione toccando il 42,8%. Il mese successivo è calata al 39,1%.

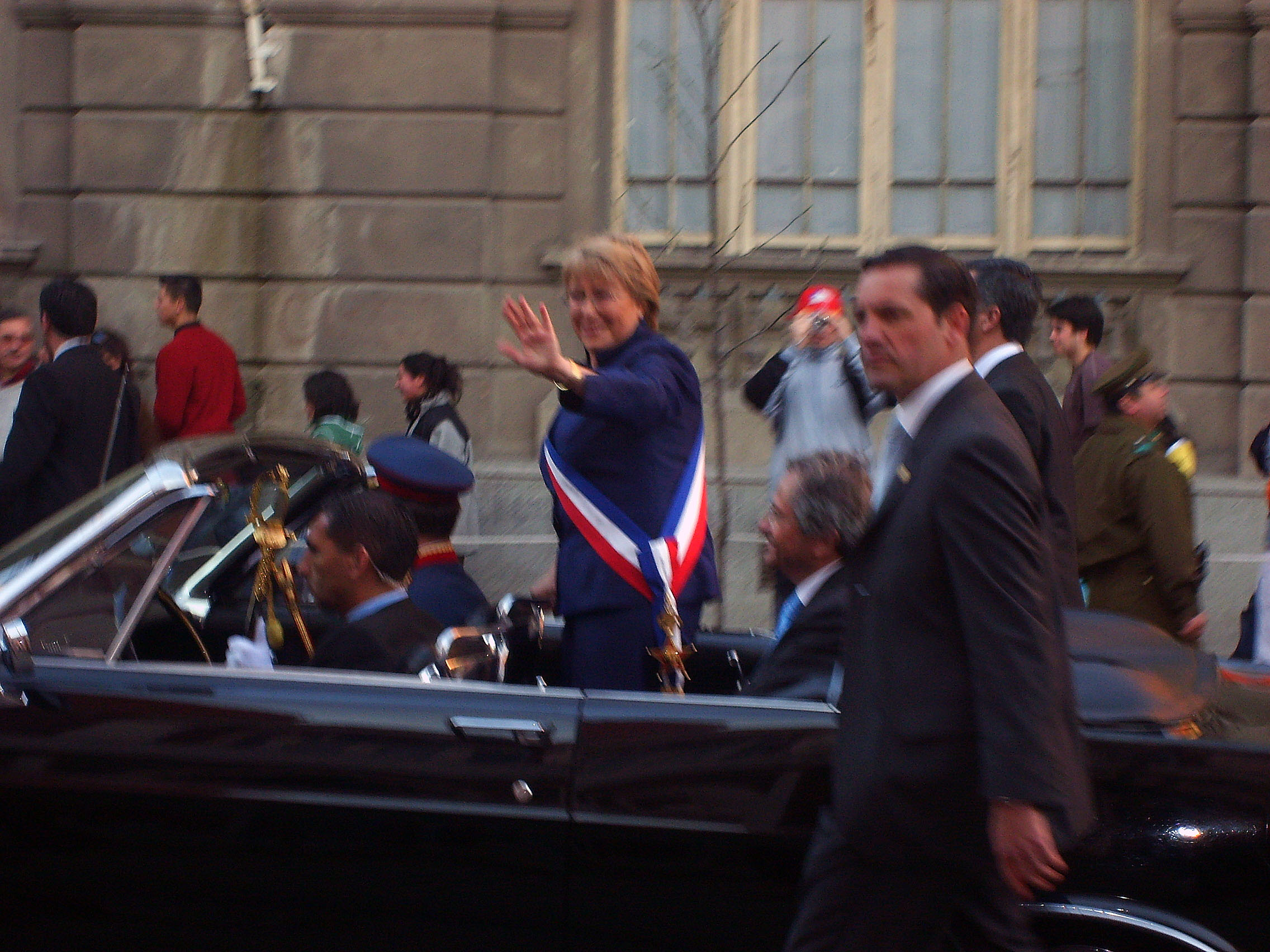
Michelle Bachelet alla parata militare del 2007.

Sempre nel mese di agosto, la Bachelet ha affrontato le critiche anche dei sindacati per le promesse disattese dal governo, provocando manifestazioni arrivate fino a 3.000 persone ed un ulteriore calo dell'approvazione. Il portavoce del governo Ricardo Lagos Weber è stato sostituito da Francisco Vidal. Il 3 gennaio 2008 il ministro dell'Interno Belisario Velasco è stato sostituito da Edmundo Pérez Yoma. L'opposizione accusa questi cambi nel governo come difficoltà per la Presidente nel governare il paese. Il 2008 è stato caratterizzato da un'approvazione intorno al 44% mentre la disapprovazione intorno al 40%.
Ma a partire da dicembre c'è stata una grande rimonta della Presidente arrivando fino al 51,1% di approvazione, il mese successivo al 53,1%, a febbraio il 58,5% ed infine a marzo arriva al 62,2% di popolarità, il massimo da aprile 2006. La grande rimonta della Presidente è dovuta alla capacità della Bachelet e della sua squadra di governo di affrontare la crisi economica del 2008-2009 creando consenso tra l'opinione pubblica e il sistema economico del paese. Nel mese di aprile è stato registrato un nuovo grande record per la Presidente, raggiungendo il 67,0% di gradimento e 53% per il suo governo.
Nel mese di maggio del 2009 continua l'ascesa della popolarità della presidente e del suo governo raggiungendo il picco del 69% e del 56% rispettivamente Michelle Bachelet ottiene nel mese di giugno del 2009 un altro straordinario livello di popolarità sia come presidente sia come governo: rispettivamente 74% e 65%. La Bachelet è la meglio valutata di tutto il continente americano, superando persino Barack Obama che gode di poco più del 60%, ma nel mese di ottobre ottiene l'80 percento confermandosi come la più popolare Presidente di tutta la storia del Cile.
Dietro proposta del monsignore Alejandro Goic, presidente della Conferenza Episcopale Cilena, la presidente ha decretato per il Bicentenario della fondazione dello Stato cileno prevista per il 2010 un indulto plenario nei confronti di alcuni tipi di detenuti. Questa provvedimento avrà effetto dopo le elezioni presidenziali del 2009. Durante i primi mesi del governo della Presidente Bachelet, l'economia ha mantenuto gli stessi ritmi di crescita economica ereditati dal governo di Ricardo Lagos. Il principale prodotto esportato del paese è il rame il cui prezzo è aumentato notevolmente.
Nel mese di maggio 2006 il valore per libbra ha superato i 3,5 dollari statunitensi, riportando un surplus di circa 6 milioni di $. Il governo ha deciso di risparmiare questi proventi creando malcontento in alcuni membri dell'alleanza di governo che proponevano di utilizzare questa cifra per investimenti nell'Istruzione e nella Sanità. Un altro problema è stato il calo del valore del dollaro circolante nel paese che ha provocato degli effetti negativi sulle esportazioni. Un altro effetto della politica economica condotta dalla Bachelet è stato il calo del potere d'acquisto dei salari e stipendi di alcune fasce di reddito, specialmente quelli medi e bassi, oltreché l'alto tasso di disoccupazione giovanile e la riduzione dei benefici ai pensionati.
L'inflazione è aumentata nel corso del 2007 fino a toccare il 7,8% che ha colpito le classi meno abbienti. La politica ambientale è stata poco efficace soprattutto nella prime parte del governo della Presidente nonostante la creazione del ministero dell'Ambiente. Alcuni settori della Concertación hanno accusato il governo di poca comunicazione con la cittadinanza creando cali nell'approvazione del governo e della Bachelet. Il problema principale che il governo ha dovuto affrontare è stata la politica energetica utilizzando fonti di energia rinnovabili senza intaccare la produzione industriale del paese.
La politica economica della Presidente Bachelet e del suo ministro delle Finanze Andrés Velasco ha consentito al paese di godere di un elevato surplus che nel 2007 ha toccato il massimo storico del Cile. Durante la crisi del 2008-2009 la Presidente e il suo ministro hanno condotto una politica economica ottima, giudicata positivamente sia dall'opinione pubblica sia da varie istituzioni finanziarie mondiali ed il Cile è stato considerato uno come i migliori modelli di sviluppo economico esistente al mondo che ha permesso il paese, almeno fino ad ora, di resistere a questa grave crisi. Il principale obiettivo del governo è quello di tutelare le classi meno abbienti e di proteggere il potere di acquisto dei ceti medi, proteggere la produzione industriale ed agricola ma senza utilizzare politiche protezioniste.

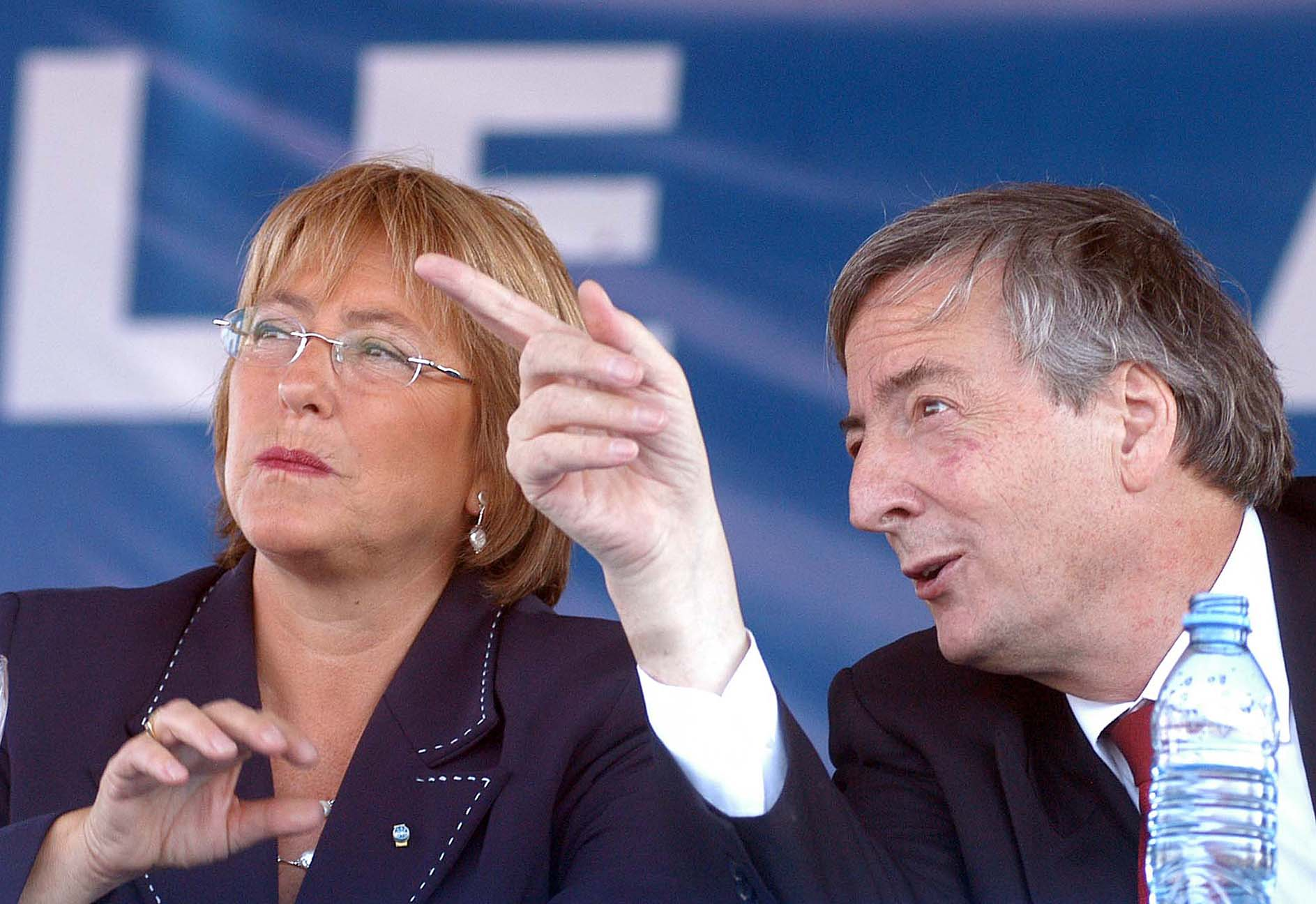
Michelle Bachelet assieme a Néstor Kirchner nel suo primo viaggio all'estero.

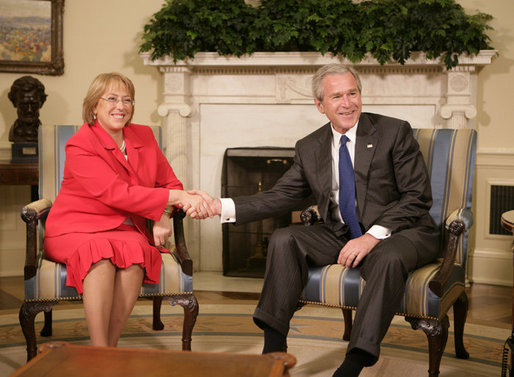
Michelle Bachelet assieme a George W. Bush alla Casa Bianca

Il suo primo viaggio all'estero si è svolto in Argentina il 21 marzo 2006 dove ha incontrato il Presidente Néstor Carlos Kirchner, con il quale ha stipulato accordi strategici in campo economico, energetico e la costruzione di infrastrutture che potenziassero i collegamenti tra le due nazioni tra cui la Ferrovia Transandina. Successivamente si è recata in Uruguay ed è stata ricevuta dal Presidente Tabaré Vázquez.
Il governo della Bachelet ha potenziato le relazioni con gli altri paesi dell'America Latina ma ha ricevuto le critiche dalla sinistra d'opposizione raggruppata nella Juntos Podemos di dedicarsi maggiormente alle relazioni con gli altri continenti a discapito delle altre nazioni del subcontinente. Queste critiche furono rivolte anche al precedente governo di Lagos. Le relazioni con l'Argentina sono ottime grazie anche alle affinità e all'amicizia tra i due presidenti, le relazioni con la Bolivia sono migliorate grazie ad importanti accordi con il governo di Evo Morales.
Tuttavia un punto di disaccordo tra i governi è la richiesta della Bolivia di avere uno sbocco sul mare, dato che assieme al Paraguay è la nazione in Sudamerica che non è affacciata sull'Oceano. Il ministro degli Esteri Alejandro Foxley ha rifiutato le pressioni del governo boliviano di raggiungere un accordo sui confini con il Cile, affermando che un accordo è già presente ed è quello stipulato nel 1904. La Presidente si è recata per la prima volta in Europa in occasione del vertice tra Europa e America Latina che si è svolto a Vienna il 12 maggio 2006 ed in quella occasione si è recata anche in Spagna dal primo ministro José Luis Rodríguez Zapatero.
L'8 giugno si è recata negli Stati Uniti d'America ed è stata ricevuta dal Presidente George W. Bush e quest'ultimo ha fatto pressioni sul Cile affinché votasse contro l'entrata del Venezuela nel Consiglio di sicurezza delle Nazioni Unite. Inizialmente la Bachelet non ha espresso una propria opinione anche se l'ambasciatore del Cile nel paese venezuelano e la ministra della Difesa Vivianne Blanlot si sono mostrati favorevoli alla candidatura del Venezuela. Un altro punto di divergenza con l'amministrazione Bush è stata la decisione del governo cileno di ratificare il documento che permette la creazione di un Tribunale penale internazionale, fortemente contrastato dal presidente statunitense.
Le relazioni con l'Argentina hanno incontrato una certa difficoltà quando il governo di Buenos Aires ha deciso di aumentare il prezzo di esportazione del gas verso il Cile ed altri paesi stranieri mentre la Bolivia rifiuta di vendere il gas al Cile. Intanto il governo cerca un accordo con il governo Kirchner affinché i prezzi della vendita del gas non aumentino. Kirchner decise di modificare tale provvedimento ma tale modifica non ha coinvolto le province di Mendoza, di Neuquén e di Río Negro, le province confinanti con il Cile, creando malumori nella vita politica del Cile che chiedevano il rifiuto di tale accordo.
Un altro problema era il prezzo di vendita del gas per un milione di metri cubi che arrivò fino a $4,8 milioni mentre il ministro argentino della Pianificazione Julio de Vido aveva promesso che non superasse i 4 milioni di dollari. La Bachelet intensifica le relazioni con il Perù a seguito dell'insediamento di Alan García, cercando di superare le divergenze che avevano caratterizzato i due anni precedenti tra Ricardo Lagos ed Alejandro Toledo. Bachelet nel novembre del 2006 si è recata in Vietnam e il 20 dello stesso mese si è recata in Nuova Zelanda dalla premier Helen Clark.
A maggio del 2008 è stata nominata Presidente dell'Unione delle Nazioni Sudamericane. Intanto gli ultimi mesi del 2008 ed i primi mesi del 2009 la Bachelet ha dovuto affrontare la domanda peruviana per la controversia marittima tra Cile e Perù e la richiesta della Bolivia di uno sbocco sul mare. Alla fine di marzo del 2009 si è tenuta a Viña del Mar il Progressive Governance Conference in cui hanno partecipato diversi capi di Stato e di governo di centrosinistra del Sud America e dell'Europa oltreché gli Stati Uniti. Il 23 giugno 2009 si è recata negli Stati Uniti d'America dove ha incontrato il Presidente Barack Obama, che aveva già incontrato precedentemente in occasione del Vertice delle Americhe. Obama considera la Bachelet come una delle migliori leader dell'America Latina ed elogia la sua conduzione economica durante la fase della crisi economica mondiale.

### Elezioni del 2009 e la sconfitta
L'alleanza di centrosinistra è al governo del paese dal 1990 e alla fine del mandato di Michelle Bachelet, che scadrà l'11 marzo 2010 avrà totalizzato 20 anni al potere. I partiti della coalizione hanno concordato che per la scelta del candidato unico si sarebbe ricorso alle elezioni primarie come nelle elezioni generali del 1993 e nelle elezioni presidenziali del 1999. Alcuni esponenti del Partito Democratico Cristiano del Cile, tra cui l'ex presidente Patricio Aylwin hanno ribadito che il candidato alla presidenza dovrà provenire da tale partito.
Tra i possibili candidati alla presidenza figurano l'ex presidente Ricardo Lagos (PS/PPD), la leader della DC Soledad Alvear, Eduardo Frei Ruiz-Tagle, ex presidente appartenente alla DC e José Miguel Insulza (PS), segretario dell'Organizzazione degli Stati americani dal 2005. Nei primi sondaggi pubblicati dal giornale conservatore-moderato sembrava che i principali aspiranti alla carica presidenziale fossero Ricardo Lagos e Soledad Alvear. Ma progressivamente questi potenziali candidati hanno ridemensionato il proprio consenso di fronte al principale candidato dell'opposizione ossia Sebastián Piñera di Rinnovamento Nazionale. A seguito della prima sconfitta nella storia della coalizione alle elezioni amministrative del 2008 (sebbene solo nelle elezioni dei sindaci) Soledad Alvear ha rinunciato alla leadership del suo partito e Ricardo Lagos dopo alcuni giorni ha annunciato il suo ritiro dalla corsa presidenziale.
Gli unici rimasti come potenziali candidati sono Eduardo Frei Ruiz-Tagle e José Miguel Insulza ma a questi bisognerà aggiungere anche il leader del Partito Radicale Social Democratico José Antonio Gómez. I primi sondaggi dopo il nuovo scenario presente nella coalizione danno Frei vincitore su Insulza e lo indicano come miglior opponente al candidato dell'Alianza por Chile. Il 5 gennaio 2009 Insulza annuncia il suo ritiro e dichiara il suo pieno appoggio a Frei ormai l'unico potenziale candidato della coalizione. Il 17 gennaio il Partito Socialista Cileno proclama Eduardo Frei come suo candidato alle elezioni primarie e il 24 gennaio dal Partito per la Democrazia.
Intanto vengono diffusi i primo sondaggi su un ipotetico ballottaggio con Piñera e danno Frei in forte recupero. Nonostante ciò José Gómez non rinuncerà alla partecipazione alle primarie che si svolgeranno al livello regionale tra il 5 aprile e il 17 maggio. Il 26 gennaio entrambi si iscrivono come candidati alle primarie. Il primo round si svolge nella Regione del Libertador General Bernardo O'Higgins e nella Regione del Maule. Eduardo Frei Ruiz-Tagle sconfigge José Antonio Gómez con il 64,9% dei voti e per questo motivo quest'ultimo ha ammesso la sconfitta e si è ritirato dalla competizione.
Nonostante ciò alcuni settori della coalizione non hanno gradito la modalità con cui Frei è stato proclamato Presidente e per questo motivo hanno deciso di candidare il deputato socialista Marco Enríquez-Ominami alla presidenza come indipendente pro-Concertación. Questo ha suscitato molte perplessità all'interno del centro sinistra perché tale candidatura potrebbe creare problemi al candidato ufficiale della coalizione. Per questo motivo è possibile il raggiungimento di un accordo tra i due candidati alla presidenza.
Alle elezioni del 13 dicembre 2009 la coalizione si è alleata per le elezioni del Congresso con il Partito Comunista del Cile ed ha conseguito il 44,4% dei voti e 57 seggi alla Camera e 9 al Senato contro il 43,3% della coalizione di centrodestra Coalizione per il Cambio che ha conseguito 58 deputati e 9 senatori e contro la lista del dissidente socialista che ha conseguito il 4,55%. Alle elezioni presidenziali Frei ottiene il 29,60% contro il 44,03% di Piñera ed il 20,14% di ME-O ed il 6,22% di Jorge Arrate, candidato comunista. Al ballottaggio Frei consegue il 48,5% dei voti comportando la fine della lunga esperienza governativa del centrosinistra iniziata nel 1990.

## Risultati elettorali

### Elezioni presidenziali
| Nome                    | Inizio        | Termine       | Incarico                    | Votazione | Votazione | Votazione | Votazione |
| ----------------------- | ------------- | ------------- | --------------------------- | --------- | --------- | --------- | --------- |
| Patricio Aylwin         | 11 marzo 1990 | 11 marzo 1994 | Presidente della Repubblica | 3.850.571 | 55,17%    |           |           |
| Eduardo Frei Ruiz-Tagle | 11 marzo 1994 | 11 marzo 2000 | Presidente della Repubblica | 4.040.497 | 57,98%    |           |           |
| Ricardo Lagos Escobar   | 11 marzo 2000 | 11 marzo 2006 | Presidente della Repubblica | 3.383.339 | 47,96%    | 3.683.158 | 51,31%    |
| Michelle Bachelet Jeria | 11 marzo 2006 | 11 marzo 2010 | Presidente della Repubblica | 3.190.691 | 45,96%    | 3.723.019 | 53,50%    |
| Eduardo Frei Ruiz-Tagle |               |               |                             | 2.065.061 | 29,60%    | 3.359.801 | 48,39%    |

### Elezioni della Camera

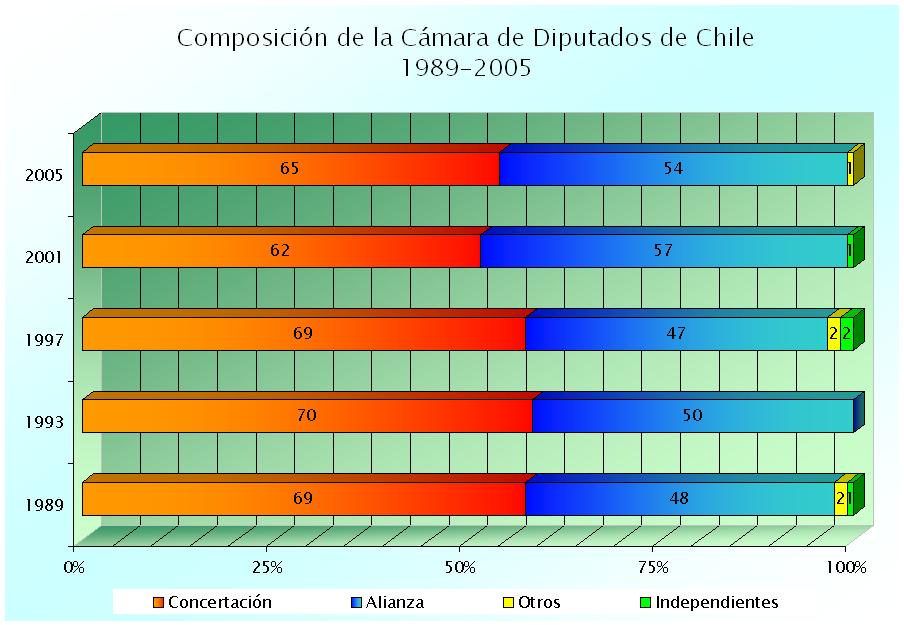
Composizione della Camera dei deputati del Cile tra il 1990 ed il 2005.

| Anno | % voti | Seggi (120) |
| ---- | ------ | ----------- |
| 1989 | 56,80  | 71          |
| 1993 | 55,40  | 70          |
| 1997 | 50,51  | 69          |
| 2001 | 47,90  | 62          |
| 2005 | 51,77  | 65          |
| 2009 | 44,30  | 57          |

| Anno | % voti | Candidati | Eletti |
| ---- | ------ | --------- | ------ |
| 1992 | 53,30  | 2.006     | 1.187  |
| 1996 | 56,13  | 2.002     | 1.251  |
| 2000 | 52,13  | 1.855     | 1.205  |
| 2004 | 47,91  | 2.461     | 1.329  |
| 2008 | 45,14  | 4.105     | 1.064  |

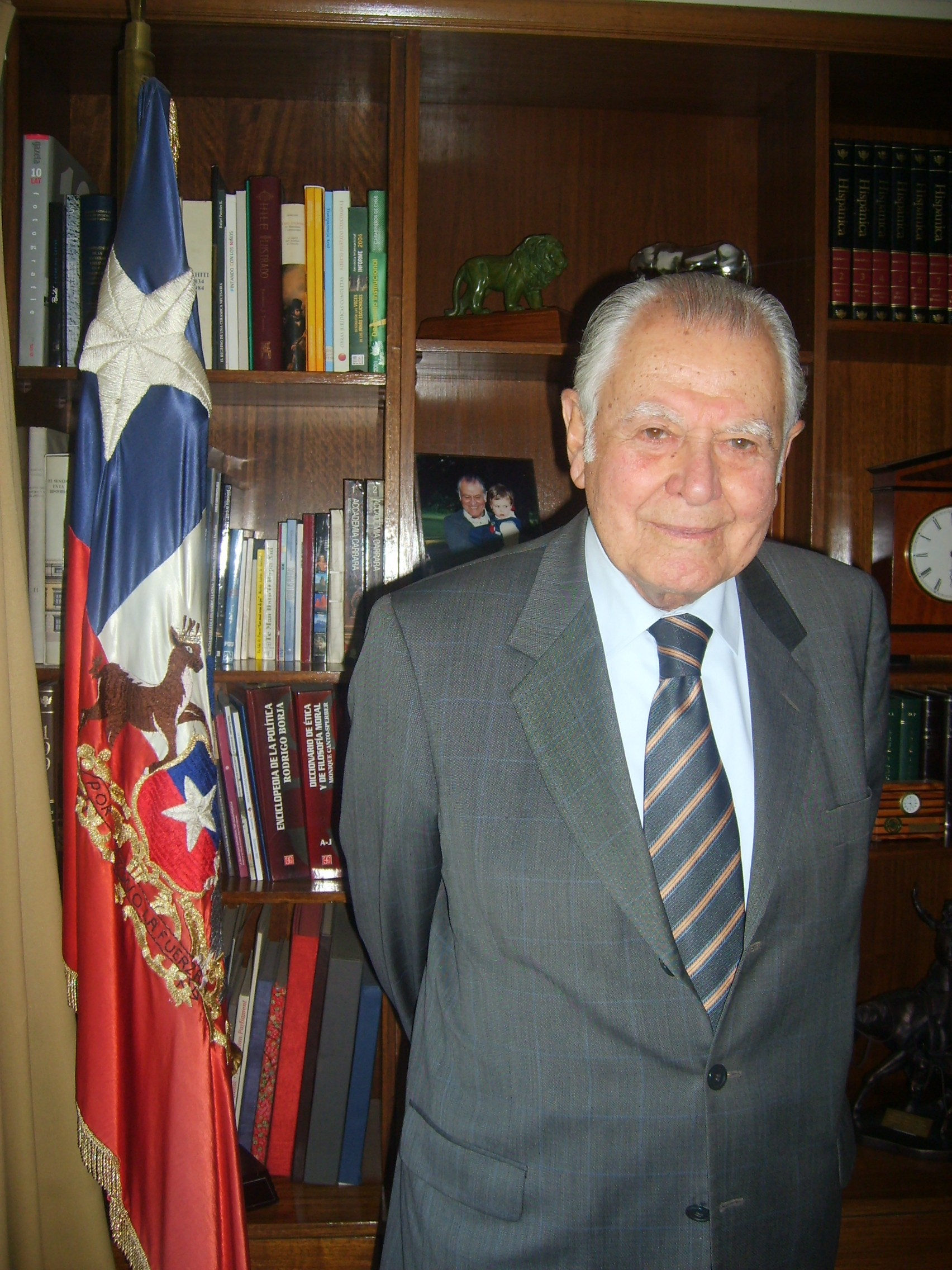
Patricio Aylwin
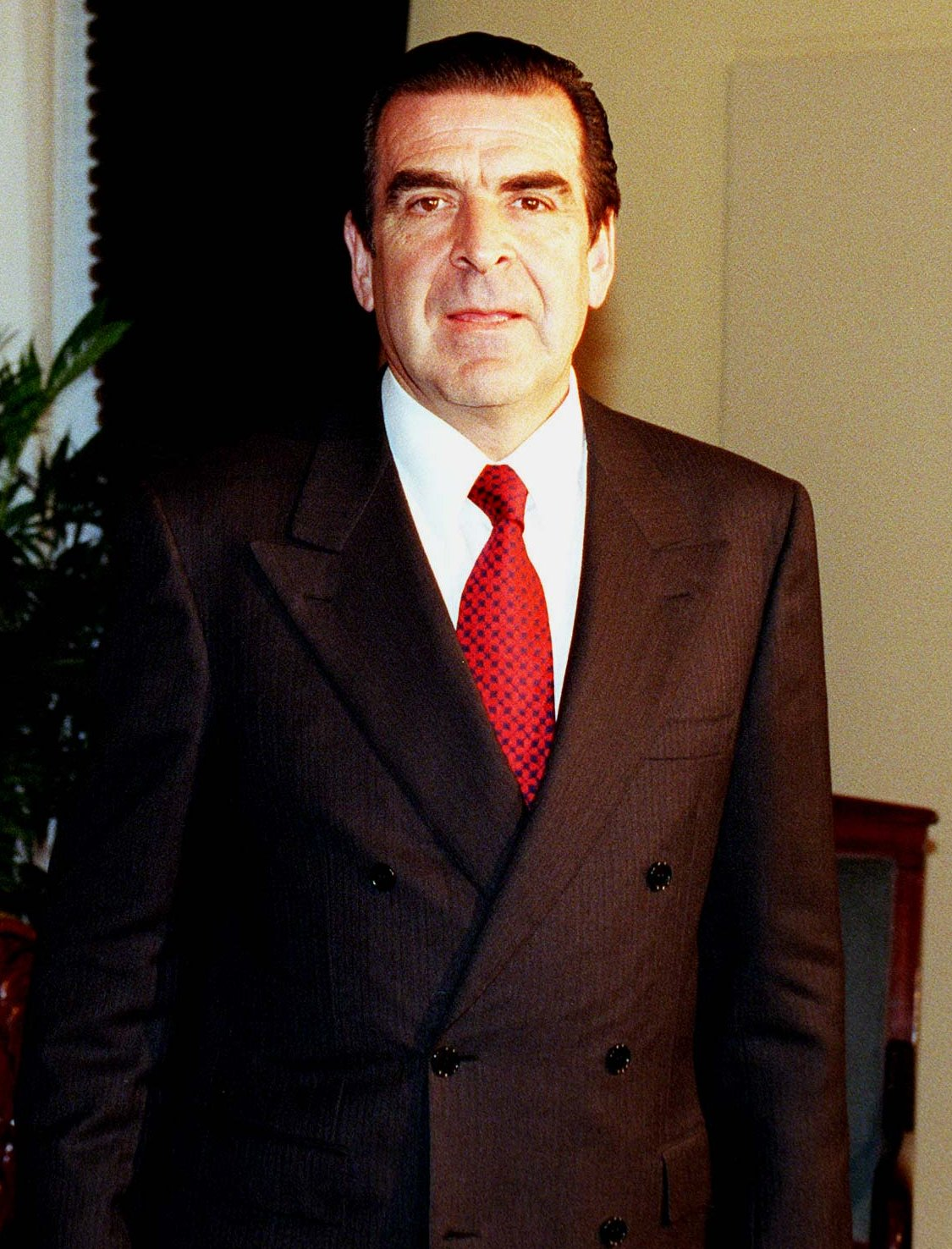
Eduardo Frei Ruiz-Tagle
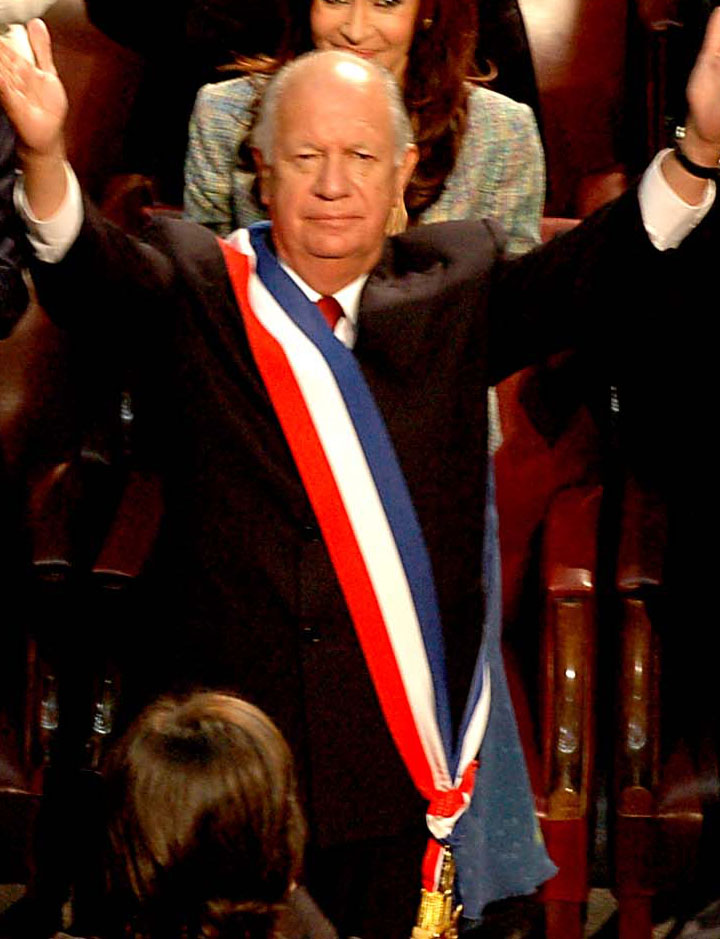
Ricardo Lagos
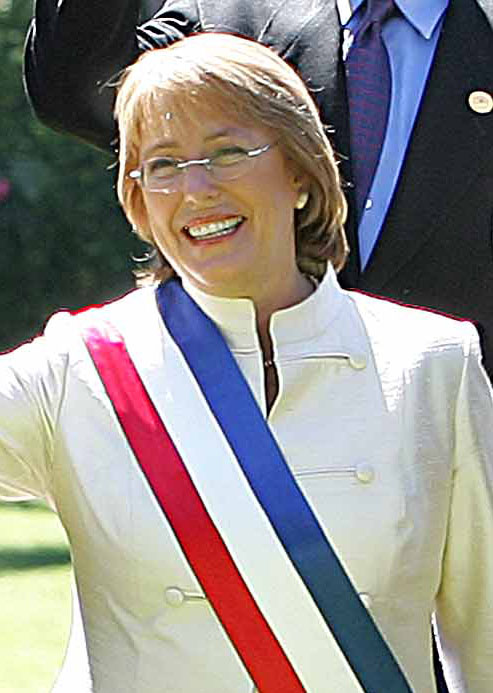
Michelle Bachelet